# Елена Еленкова
Елена Емилова Еленкова е председател на УС на Българската нотариална камара, втори мандат. Била е съдия-изпълнител при Свогенски районен съд, нотариус при Софийски районен съд. Главен редактор на „Нотариален бюлетин“ - орган на Нотариалната камара.

## Биография
Елена Еленкова е родена на 20 май в град Видин. Завършва Юридическия факултет на СУ „Климент Охридски“. В периода от 1998 до 2006 година е председател на Съвета на Нотариалната камара.